# Rick Sternbach
Rick Sternbach (* 6. Juli 1951 in Bridgeport, Connecticut, USA) ist ein US-amerikanischer Illustrator.

## Star Trek
Sternbach gilt als visueller Vater zahlreicher außerirdischer Welten bei Star Trek, seit er 1979 erstmals bei Star Trek: Der Film mitgearbeitet hatte. Sternbach wie auch sein Kollege Andrew Probert wendeten bei ihrer Arbeit Matte Painting an, um
futuristische Hintergründe zu kreieren; auch fertigten er und Probert Miniaturbauten an, um Sternenbasen darzustellen.
Außerdem fungierte er ab 1993 als Technischer Berater für Star Trek: Deep Space Nine und Star Trek: Voyager.

## Andere Arbeiten
1980 war Sternbach Leiter der Visual Effects bei Unser Kosmos, einer 13 Episoden umfassenden Dokureihe. 1981 arbeitete er als Wegbereiter zur Gründung der International Association of Astronomical Artists (1982). Auch war er für die Graphiken von Steven Soderberghs Solaris aus dem Jahr 2002 verantwortlich.

## Auszeichnung
Für seine Arbeit an Cosmos wurde Rick Sternbach 1981 mit dem Emmy ausgezeichnet.